# Cratere Alpetragius
Alpetragius è un cratere lunare di 40,02 km situato nella parte sud-occidentale della faccia visibile della Luna.
Il cratere è dedicato all'astronomo arabo Nur al-Din al-Bitruji il cui nome fu latinizzato in Alpetragius. 

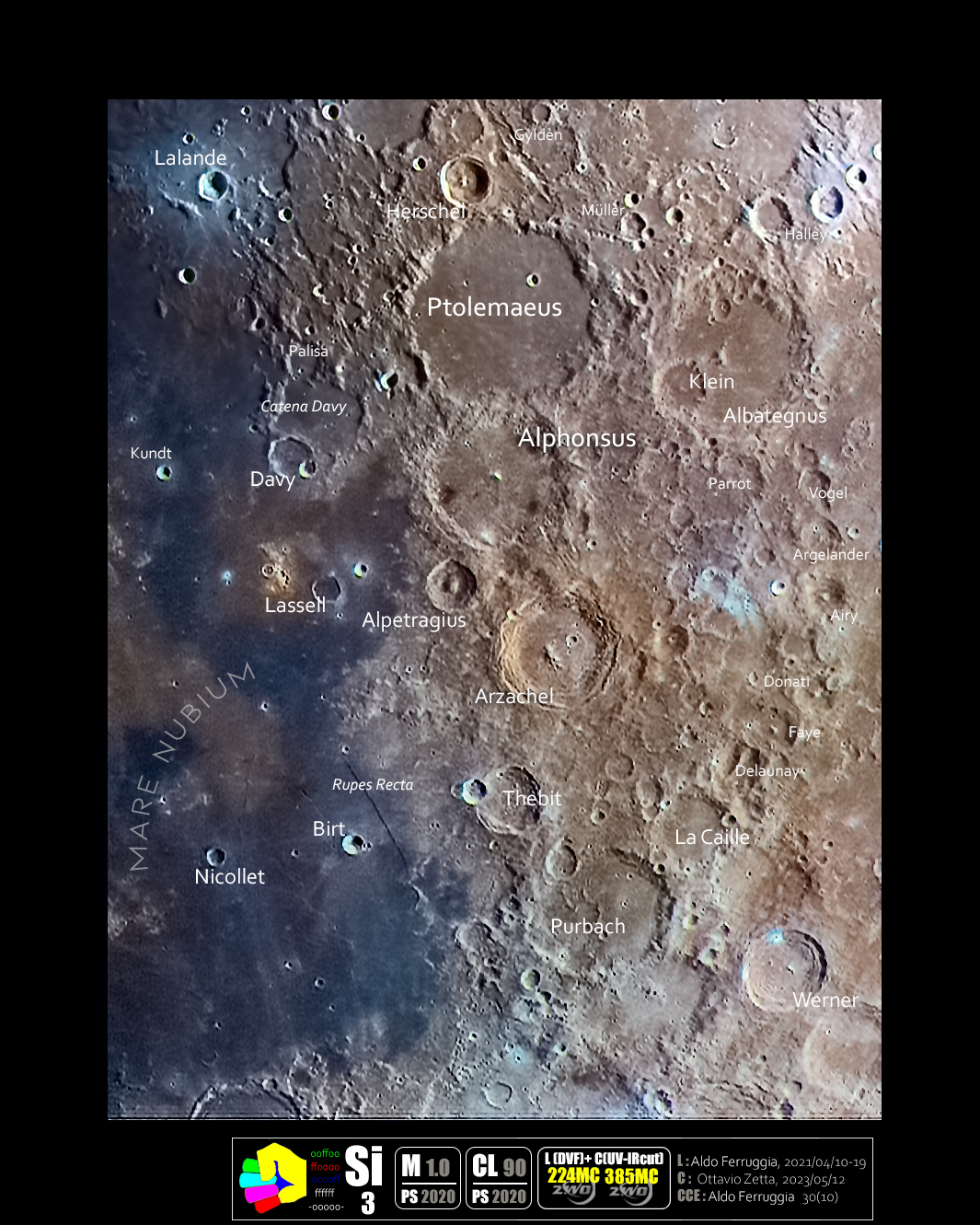
Il cratere con le strutture vicine in una Immagine Selenocromatica(Si)

## Crateri correlati
Alcuni crateri minori situati in prossimità di Alpetragius sono convenzionalmente identificati, sulle mappe lunari, attraverso una lettera associata al nome.

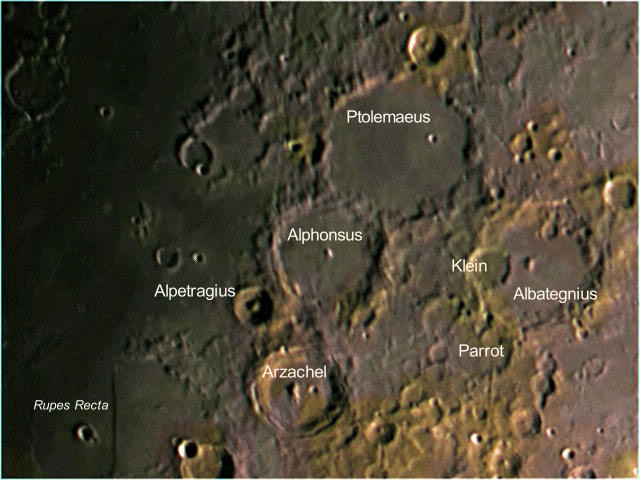
Alpetragius ed i crateri vicini con cromatismo minerale

| Alpetragius | Coordinate           | Diametro (in km) |
| ----------- | -------------------- | ---------------- |
| B           | 15°07′48″S 6°52′48″W | 9,73             |
| C           | 13°45′00″S 6°10′12″W | 2,11             |
| G           | 18°10′12″S 6°33′36″W | 12,18            |
| H           | 18°00′36″S 6°06′00″W | 4,43             |
| J           | 18°03′S 5°42′W       | 4,13             |
| M           | 16°27′00″S 3°16′12″W | 23,21            |
| N           | 16°44′24″S 3°52′48″W | 11,27            |
| U           | 17°42′36″S 5°06′36″W | 15,59            |
| V           | 18°11′24″S 5°49′48″W | 15,9             |
| W           | 17°57′00″S 5°57′36″W | 27,68            |
| X           | 15°36′36″S 5°44′24″W | 31,78            |